# Pan-óptico (corante)
Pan-óptico é um tipo de corante utilizado em análises laboratoriais com a finalidade de se obter resultados de forma mais rápida. É muito utilizado pelos analistas clínicos em exames hematológicos  pois  possibilita a visualização de lobos nucleares dos leucócitos, permitindo a distinção entre seus tipos diferentes. Dessa forma, também permite estabelecer a diferenciação entre os leucócitos e hemácias.  
Função segundo a cor:
- Azul claro:  fixar
- Rosa: cora o citoplasma da célula
- Roxo: cora o núcleo